# Polyporandra
Polyporandra es un género monotípico de plantas de la familia Icacinaceae. Su única especie: Polyporandra scandens Becc., es originaria de Papúa Nueva Guinea. El género fue descrito por Odoardo Beccari y publicado en  Malesia Raccolta  1: 125 en el año 1877.